# Дикий капитан
«Дикий капитан» (эст. Metskapten) — советский фильм 1971 года, снятый на студии «Таллинфильм» режиссёром Калью Комиссаровым по пьесе Юхана Смуула «Йынн с острова Кихну — дикий капитан» (1964) о легендарном капитане Йынне Кихну.

## Сюжет
1896 год. Не имеющий образования, но знающий море, корабли и людей насквозь капитан-самоучка Йынне с острова Кихну Эстляндской губернии, талантливый мореплаватель получившем в народе звание Дикий капитан, вызван в Санкт-Петербург в Адмиралтейство Российской империи, где царский адмирал подтверждает его право быть капитаном специальным разрешением — при условии, что у него всегда должен быть на корабле учёный помощник.
Корабль «Фортуна» и немецкий рулевой Шнайдер у капитана есть, нужна ещё команда. В таверне есть моряки из разных стран, ожидающие найма. Команда набирается разношерстная: боцман Юрнас, его друг опытный моряк Пеэп, юнги Андрус и Якоб, финские моряки Антти и Лаури. А также заклятый враг капитана — кок Мэнн, который проводит с собой помощницей юную пассию Матильду. Кроме того, на борт проникает «зайцами» пара головорезов по кличке «Гармонь» и «Кларнет».
В плавании им предстоит стать одной командой, а когда «Фортуна» в штиль замрёт, и жара и жажда сводят команду с ума, кто-то ворует остатки пресной воды, ножи уже блестят, капитан Йынне Кихну должен остаться верным своему принципу — «корабль переправляют по воде люди, а не их недостатки» — и сплотить отчаявшуюся команду.

## В ролях
- Юри Ярвет — Йыннь
- Лууле Комиссаров — Мэнн, кок
- Катрин Якоби — Матильда, помощница Мэнна
- Энн Клоорен — Шнейдер, рулевой
- Хейно Арус — Юрнас, ботцман
- Энн Краам — Антти
- Рудольф Аллаберт — Лаури
- Маргус Туулинг — Михкель
- Антс Андер — Яан
- Виллем Индриксон — Пеэп
- Тыну Миллер — Андрус
- Лаури Небел — Якоб
- Хейно Мандри — «Гармонь»
- Рейн Арен — «Кларнет»
- Георг Талеш — Валлинь
- Ролан Быков — адмирал
- Михаил Васильев — адъютант министра

## Съёмки
Фильм был задуман в январе 1969 года, но драматург Юхан Смуул, предложивший снять фильм по мотивам своей пьесы, умер не успев переписать пьесу в сценарий, доработку вёл режиссёр.
Бюджет фильма составил 305 800 рублей. Съёмки велись в марте-ноябре 1971 года. Фильм снимался в Ленинграде, в частности Адмиралтейство, но в основном съёмки велись в Крыму — в Ялте на Чёрном море. Роль шхуны «Фортуна» исполняет моторный парусник «Испаньола» — специально созданный на Ялтинской киностудии для фильма Евгения Фридмана «Остров сокровищ» 1970 года, переоборудованный из рыболовецкой парусно-дизельной шхуны «Клим Ворошилов» (постройки 1953 года).

## Критика
Ретроспективно киноведами фильм ценится за игру исполнителя главной роли актёра Юри Ярвета, как отмечается, тогда бывший в пике своей игры — за год до этого исполнил главную роль в фильме «Король Лир» Григория Козинцева, а через год сыграл в «Солярисе» Андрея Тарковского:

«Дикий капитан» — фильм Ярвета. Независимо от того, кто или что послужило основой для этого фильма, экранная сила Ярвета настолько велика, что любой исходный материал мгновенно растворяется в его лице.
Также выделяется игра Энна Клоорена, исполняющего «правую руку» капитана, немецкого боцмана, Хейно Мандри и Рейн Арен играющих «зайцев», игра Лууле Комиссарова и Катрин Якоби.